# Eldir
Dans la mythologie nordique, Eldir est, avec Fimafeng, l'un des deux serviteurs d'Ægir.
Au début de la Lokasenna, Loki tua l'autre serviteur, Fimafeng, et se fit chasser dans la forêt par les autres dieux participant à la fête. À son retour, Loki fut confronté à Eldir.  

## Source
- (en) Cet article est partiellement ou en totalité issu de l’article de Wikipédia en anglais intitulé « Eldir » (voir la liste des auteurs).